# Bajada de San Miguel
Bajada de San Miguel är en ort i Mexiko.   Den ligger i kommunen Ahome och delstaten Sinaloa, i den västra delen av landet, 1 200 km nordväst om huvudstaden Mexico City. Bajada de San Miguel ligger 19 meter över havet och antalet invånare är 490.
Terrängen runt Bajada de San Miguel är platt åt sydost, men åt nordväst är den kuperad. Runt Bajada de San Miguel är det ganska tätbefolkat, med 80 invånare per kvadratkilometer. Närmaste större samhälle är Los Mochis, 16,9 km söder om Bajada de San Miguel. Trakten runt Bajada de San Miguel består till största delen av jordbruksmark.